# Весна Ждрња
Весна Ждрња (Нови Сад, 1962) српска је позоришна и гласовна глумица и списатељица, професорка на Академији уметности у Новом Саду.

## Биографија
Весна Ждрња је рођена 1962. године у Новом Саду. Глуму је дипломирала 1985. године на Академији уметности у Новом Саду у класи професора Бранка Плеше. Године 1987. је завршила и студије југословенске књижевности на Филозофском факултету у Новом Саду, као и постдипломске студије из театрологије на Академији уметности и курс трансакционе анализе код Зорана Миливојевића.
За време студија и после тога радила је у Академском позоришту Промена, са којим је учествовала на готово свим важним позоришним фестивалима у СФРЈ. Године 1985. се запослила у Позоришту младих у Новом Саду, где је радила двадесет година. Играла је у бројним представама за децу и одрасле, на луткарској и драмској сцени, учествовала на фестивалима у земљи и иностранству, а добила је и неке награде, од којих је најзначајнија награда за глуму на републичком Сусрету професионалних луткарских позоришта Србије. Учествовала је у раду неколико жирија на међународним и домаћим фестивалима. Године 2003. је основала Центар за позоришна истраживања који се активно бави едукацијом из области драме и позоришта и води акредитоване курсеве „Култура говора”, које организује Завод за културу Војводине. Бави се и беседништвом и припремом студената глуме и права за ова такмичења, а такође је позајмљивала глас у синхронизацијама цртаних филмова за телевизију Нови Сад.
Редовни је професор на Академији уметности Универзитета у Новом Саду, на предмету Сценски говор и продекан за наставу. Ауторка је две књиге из области сценског говора и дикције, обе у издању Психополиса из Новог Сада.